# Budimir Vujačić
Budimir Vujačić (født 4. januar 1966) er en tidligere serbisk fodboldspiller.

## Serbiens fodboldlandshold
| Jugoslaviens landshold | Jugoslaviens landshold | Jugoslaviens landshold |
| År                     | Kmp                    | Mål                    |
| ---------------------- | ---------------------- | ---------------------- |
| 1989                   | 4                      | 0                      |
| 1990                   | 0                      | 0                      |
| 1991                   | 3                      | 0                      |
| 1992                   | 1                      | 0                      |
| Total                  | 8                      | 0                      |

| Serbiens landshold | Serbiens landshold | Serbiens landshold |
| År                 | Kmp                | Mål                |
| ------------------ | ------------------ | ------------------ |
| 1995               | 2                  | 0                  |
| 1996               | 2                  | 0                  |
| Total              | 4                  | 0                  |